# 阿布达拉迪·伊奎德
勒达·阿布达拉迪·伊奎德（阿拉伯语：‎，1987年3月25日—）是一名专长于1500米赛跑的摩洛哥赛跑运动员。他曾在2012年收获世界室内田径锦标赛冠军和伦敦奥运铜牌。